# 北竜ひまわりインターチェンジ
北竜ひまわりインターチェンジ（ほくりゅうひまわりインターチェンジ）は、北海道雨竜郡北竜町にある深川留萌自動車道のインターチェンジ。
北竜町はヒマワリの作付面積日本一を誇り、ヒマワリを中心とした町づくりへのアピールとして「北竜ひまわり」の名称が付けられた。IC名で地名以外の名前がつけられたのは、日本初となった。
ICと国道233号の接続道路に駐車場がある。

## 歴史
- 2005年（平成17年）3月27日：沼田IC - 北竜ひまわりIC間（沼田幌糠道路）が開通[1]。
- 2006年（平成18年）11月26日：北竜ひまわりIC - 留萌幌糠IC間（沼田幌糠道路）が開通。

供用前の仮称は「北竜」であった。

## 周辺
北竜の市街地及びひまわりの里や道の駅サンフラワー北竜（サンフラワーパーク北竜温泉）は沼田ICが最寄ICとなる。

## 接続する道路
- 直接接続
  - 国道233号

## 隣
E62 深川留萌自動車道（沼田幌糠道路）
(3) 沼田IC - (4) 北竜ひまわりIC - (5) 留萌幌糠IC